# Partamona gregaria
Partamona gregaria là một loài Hymenoptera trong họ Apidae. Loài này được Pedro & Camargo mô tả khoa học năm 2003.